# Alstonia sebusi
Alstonia sebusi là một loài thực vật có hoa trong họ La bố ma. Loài này được (Van Heurck & Müll.Arg.) Monach. mô tả khoa học đầu tiên năm 1949.